# Linköpings universitet
Linköpings universitet (LiU) är ett svenskt statligt universitet grundat 1975. Universitetet har fyra fakulteter: Filosofiska fakulteten, Medicinska fakulteten (tidigare Hälsouniversitetet), Tekniska fakulteten (Tekniska högskolan vid Linköpings universitet) samt Utbildningsvetenskap. År 1997 grundades ett campus i Norrköping. Med ungefär 32 000 studenter och 4 000 anställda (2019) är LiU ett av Sveriges större universitet.

## Historia
Idéer om att bygga ett universitet i Östergötland kan spåras tillbaka till den svenska stormaktstiden på 1600-talet, men på grund av freden i Roskilde 1658 blev det viktigare att satsa på att grunda Lunds universitet istället. Frågan om högre utbildning i Östergötland återkom i offentliga sammanhang först 1928 igen, men först på 1960-talet fattades de politiska besluten. Linköpings universitet hade sin upptakt i och med att Linköping och Norrköping i början av 1960-talet bildade en gemensam högskolekommitté för att få en högskola till Östergötland, eftersom man delade intresse att få högre utbildning förlagda till sina städer. Man kom slutligen överens om att förorda att ett östgötskt universitet  skulle ha huvudsäte i Linköping med delar av universitetet förlagda till Norrköping.
År 1963 fattade riksdagen beslut om en teknisk magisterutbildning i Linköping och 1965 fattades beslut att förlägga fler tekniska och medicinska utbildningar till Linköping. Ytterligare ett riksdagsbeslut 1965 var att Stockholms universitet skulle starta en Linköpingsfilial med utbildning inom humaniora, samhällsvetenskap och naturvetenskap. Den påbörjade sin verksamhet 1967 och blev grunden till en filosofisk fakultet. Efter ytterligare två år, 1969, etablerades en högskoleenhet med tekniska och medicinska enheter. 1970 slogs allt samman till Linköpings högskola med teknisk, medicinsk och filosofisk fakultet.
Fem år senare, 28 maj 1975, invigdes Linköpings universitet och tekniska högskola som därmed blev Sveriges sjätte universitet. Med högskolereformen 1977 inordnades lärarhögskolan och slöjdseminariet i Linköping samt förskoleseminariet i Norrköping i universitetet. 1986 grundades Hälsouniversitetet, numera Medicinska fakulteten. 1994 klargjorde regeringen att den ville bygga ut högskoleverksamheten vid orter med små och medelstora högskolor och till följd av dessa satsningar invigdes 1997 universitetets campus i Norrköping. År 2000 införlivades Carl Malmstensskolan (numera Malmstens Linköpings universitet) i universitetet.
Fram till 1994 var namnet Universitetet i Linköping, förkortat ULi.

## Forskning och utbildning
Forskning och utbildning bedrivs inom teknik och naturvetenskap, medicin och vård, utbildningsvetenskap, humaniora, samhälls- och beteendevetenskap samt inom breda problemområden, så kallade teman. Universitetets satsning på tvärvetenskap har präglat såväl forskning som utbildning.
I regeringens satsning på strategiska forskningsområden fick[när?] Linköpings universitet anslag inom fem utpekade områden: IT och mobil kommunikation, materialvetenskap, säkerhet och krisberedskap, e-vetenskap och transportforskning.
Inom teknik och naturvetenskap finns starka forskningsmiljöer i materialvetenskap, reglerteknik, autonomi och beslutsstöd, organisk bioelektronik och funktionell genetik. Inom det samhällsvetenskapliga området finns starka forskningsmiljöer i internationell migration, rörlighet i arbetslivet, tvärvetenskaplig forskning i kognitiv hörselvetenskap, kunskapsintegration och innovation i internationellt konkurrerande företag samt genusvetenskap. Ett av Vetenskapsrådets tre Centers of Excellence i genusforskning finns vid Linköpings universitet.
Linköpings universitet hör till de svenska universitet som har flest professionsutbildningar, till exempel till läkare, lärare, civilingenjör och civilekonom. Problembaserat lärande som pedagogisk metod har införts i bland annat läkarutbildningen och övriga vårdutbildningar. Läkarutbildningen och studierektorsområdet reglersystem tilldelades 2007 Högskoleverkets utmärkelse framstående utbildningsmiljö. Civilingenjörsutbildningarna i datateknik och industriell ekonomi är exempel på utbildningar som präglats av universitetets satsning på tvärvetenskap och fått efterföljare på andra lärosäten.

## Organisation
Linköpings universitet bedriver utbildning och forskning vid 12 storinstitutioner som samlar närliggande ämnen och teman. Institutionerna tillhör inte någon enskild fakultet utan kan bedriva forskning och utbildning på uppdrag av flera fakulteter.
Fyra fakulteter ansvarar för utbildning och forskning inom respektive vetenskapsområde. De leds av dekanus och en fakultetsnämnd.
- Filosofiska fakulteten, dekanus Ulf Melin
- Medicinska fakulteten (tidigare Hälsouniversitetet), dekanus Lena Jonasson
- Tekniska fakulteten (även känd som Tekniska högskolan), dekanus Johan Ölvander
- Utbildningsvetenskap, dekanus Håkan Löfgren

Universitetsstyrelsen är universitetets högsta beslutande organ. Den består av rektor, åtta ledamöter som företräder allmänna intressen och utses av regeringen, tre företrädare för verksamheten, fyra för studenterna och tre för de anställda.
Universitetets verksamhet leds av rektor, som utses av regeringen med en mandatperiod på sex år. I universitetsledningen ingår förutom rektor även prorektor, vicerektor och universitetsdirektör.

### Institutioner
- Beteendevetenskap och lärande (IBL)
- Biomedicinska och kliniska vetenskaper (BKV)
- Datavetenskap (IDA)
- Ekonomisk och industriell utveckling (IEI)
- Fysik, kemi och biologi (IFM)
- Hälsa, medicin och vård (HMV)
- Kultur och samhälle (IKOS)
- Matematiska institutionen (MAI)
- Medicinsk teknik (IMT)
- Systemteknik (ISY)
- Teknik och naturvetenskap (ITN)
- Tema

Institutioner vid Linköpings universitet.

## Universitetsbiblioteket
Linköpings universitetsbibliotek (LiUB), vars främsta syfte är att fungera som informationsresurs för universitetets studenter och anställda, består av sex avdelningar och fyra fysiska bibliotek.

## Tillsynsmyndighetens utvärdering
Universitetet har fått kritik för bristande rättssäkerhet vid handläggningen av studentärenden rörande anstånd och studieuppehåll. Anmärkningsvärt ansågs det vara att beslut om studieuppehåll enligt universitetet inte är möjliga att överklaga. Enligt högskoleförordningen har dock rätten att överklaga ett sådant beslut funnits sedan år 2005. Universitetet fråntar därmed i vissa fall studenter deras lagstadgade rättigheter.

## Personer

### Rektorer
- 1970–1983, professor Hans Meijer, fil. dr
- 1983–1995, professor Sven Erlander, fil. dr
- 1996–1998, professor Anders Flodström, tekn. dr
- 1 november 1998 - 30 juni 1999, prorektor, överbibliotekarie Christer Knuthammar, tillförordnad
- 1999–2003, professor Bertil Andersson, fil. dr
- 1 oktober 2003–31 januari 2011, professor Mille Millnert, tekn. dr
- 1 februari 2011–30 juni 2011, professor Karin Fälth-Magnusson, med. dr, tillförordnad
- 1 juli 2011–30 juni 2020, professor Helen Dannetun, tekn. dr[12]
- 1 juli 2020–, professor Jan-Ingvar Jönsson, med. dr[13]

### Hedersdoktorer i urval
- 1973 Astrid Lindgren, FD
- 1975 Bengt Feldreich, FD
- 1980 Tage Danielsson, FD
- 1982 Alva Myrdal, MD
- 1992 Torsten N Wiesel, MD
- 1986 Tryggve Holm, TeknD
- 1987 Stig Hagström, TeknD
- 1989 Percy Barnevik, TeknD
- 1990 Torgny Lindgren, FD
- 1990 Alan G MacDiarmid, TeknD
- 1993 Martin Lönnebo, FD
- 1994 HM Drottningen, MD
- 1996 Rolf Wirtén, TeknD
- 1996 Alan Heeger, TeknD
- 1997 Augustin Mannerheim, FD
- 1998 Sven-David Sandström, FD
- 1999 Bengt Halse, TeknD
- 1999 Ewert Karlsson (”EWK”), FD
- 2000 Astrid Lindgren, MD
- 2002 Göran Bergengren, FD
- 2002 Louis J. Ignarro, MD
- 2004 Louise Hoffsten, FD
- 2004 Sören Gyll, TeknD
- 2006 Björn Eriksson, FD
- 2006 Carl-Henric Svanberg, TeknD
- 2008 Bertil Almlöf, FD
- 2009 Jonas Jacobsson, MD
- 2010 Marie Westrin, TeknD
- 2011 Anders Wijkman, TeknD
- 2013 Jonas Gardell, MD

Komplett lista finns på Linköpings universitets webbplats.

### Kända alumner
- Pär Boman (civilekonom), VD Handelsbanken
- Gunilla Carlsson, tidigare biståndsminister (M)
- Håkan Eriksson (civilingenjör), tidigare teknisk direktör Ericsson
- Anders Flodström (civilingenjör), tidigare universitetsrektor och -kansler
- Åsa Lindhagen, jämställdhetsminister (MP)
- Andreas Norlén, (Juris doktor), riksdagens talman
- Mikael Ohlsson (civilingenjör) tidigare koncernchef Ikea
- Jan-Eric Sundgren, (civilingenjör) professor, direktör i AB Volvo
- Carl-Henrik Svanberg (civilingenjör) styrelseordförande AB Volvo
- Pär Svärdson (civilingenjör), e-entreprenör, grundare Apotea och Adlibris
- Anders Tegnell (Medicine doktor) specialistläkare inom infektionssjukdomar, statsepidemiolog[15]
- Åsa Vilbäck (läkare) programledare
- Lars Hultman (civilingenjör och teknologie doktor) professor, VD
- Patrick Vigren, (Medicine Doktor) Affilierad forskare[16]
- Sven Stafström (Fysiker och filosofie doktor), professor
- Gustav Fridolin (Folkhögskolelärare), politiker
- Titti Knutsson (Folkhögskolelärare), författare
- Björn von Sydow (Filosofie doktor), politiker
- Ola Tunander (Filosofie doktor), professor
- Linda Westerlund Snecker (Statsvetare), politiker
- Johan Danielsson (Statsvetare), politiker
- Markus Wiechel, (Statsvetare), politiker
- Jonas Arnell (grundskolelärare), faleristiker
- Rebecka Le Moine (Biolog), poliitker
- Jan Carlson, (civilingenjör), företagsledare
- Cecilia Widegren (Politices magister), politiker

### Ranking
Under sina 50 första år som universitet fanns Linköpings universitet med på Times Higher Education Young University Rankings under många år och fick som bäst ett år plats 31. Därefter tog sig universitet upp till plats 201-250 när brittiska Times Higher Education släppte sin årliga ranking för världens lärosäten. Totalt hade Sverige vid tillfället med 13 lärosäten i rankingen.

## Campusområden

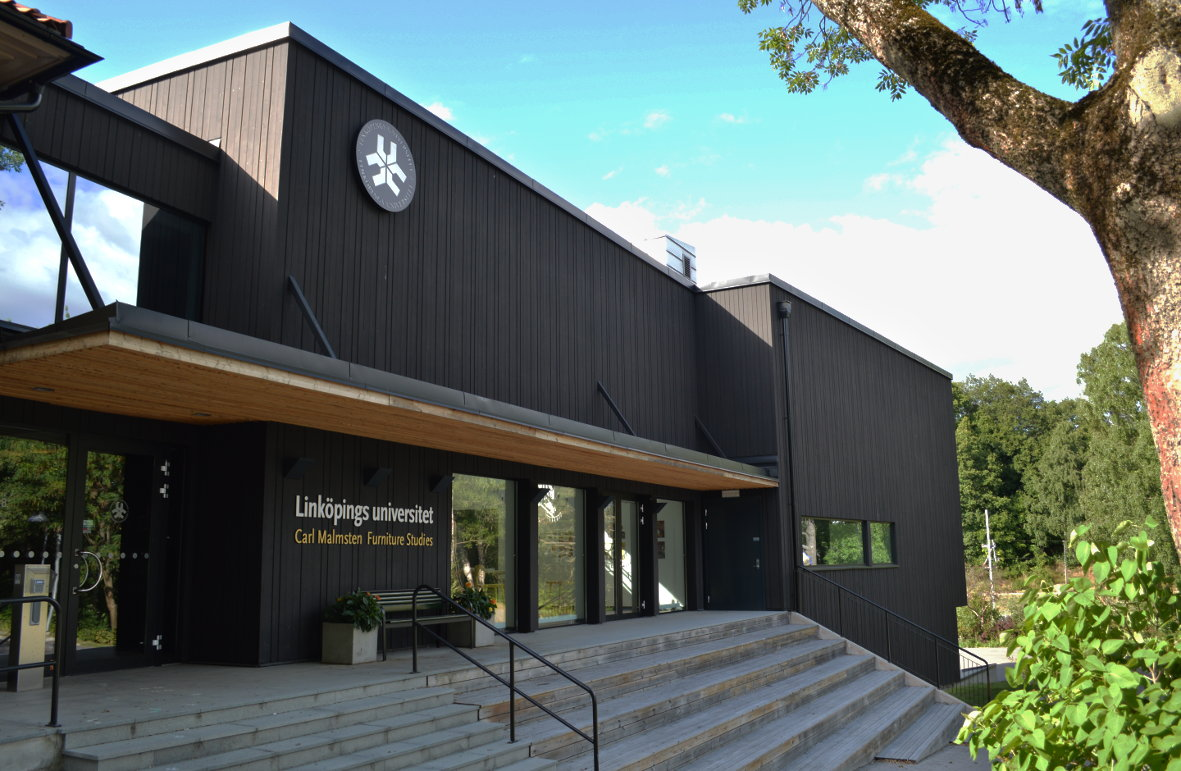
Carl Malmsten-skolan, tillhörande Linköpings universitet. Belägen intill Bodals gård på Lidingö, Stockholms län.

Verksamheten vid LiU är till största delen förlagd till tre platser: Campus Valla (västra Linköping), Campus US (centrala Linköping) samt Campus Norrköping (centrala Norrköping). Sedan år 2000 finns också studenter i Lidingö på Carl Malmstensskolan, Malmstens Linköpings universitet, som sedan dess tillhör Linköpings universitet.
Viss utbildning har förlagts även till andra orter i södra Sverige, som Vadstena, Nacka och Uddevalla. Det gäller framförallt fristående kurser.
Universitetets campus i Linköping och Norrköping binds samman av Campusbussen, en särskild busslinje för studenter och anställda.

### Campus Valla
Vid starten bedrevs verksamheten i olika lokaler i centrala Linköping. Så småningom samlades dock större delen av utbildningarna till Campus Valla ett stycke utanför centrum. Området har sedermera växt till knappt tjugotalet byggnader, de flesta i rött tegel. De två ursprungliga byggnaderna har uppnått någon form av kulturminnesstatus varför deras fasader måste lämnas orörda.

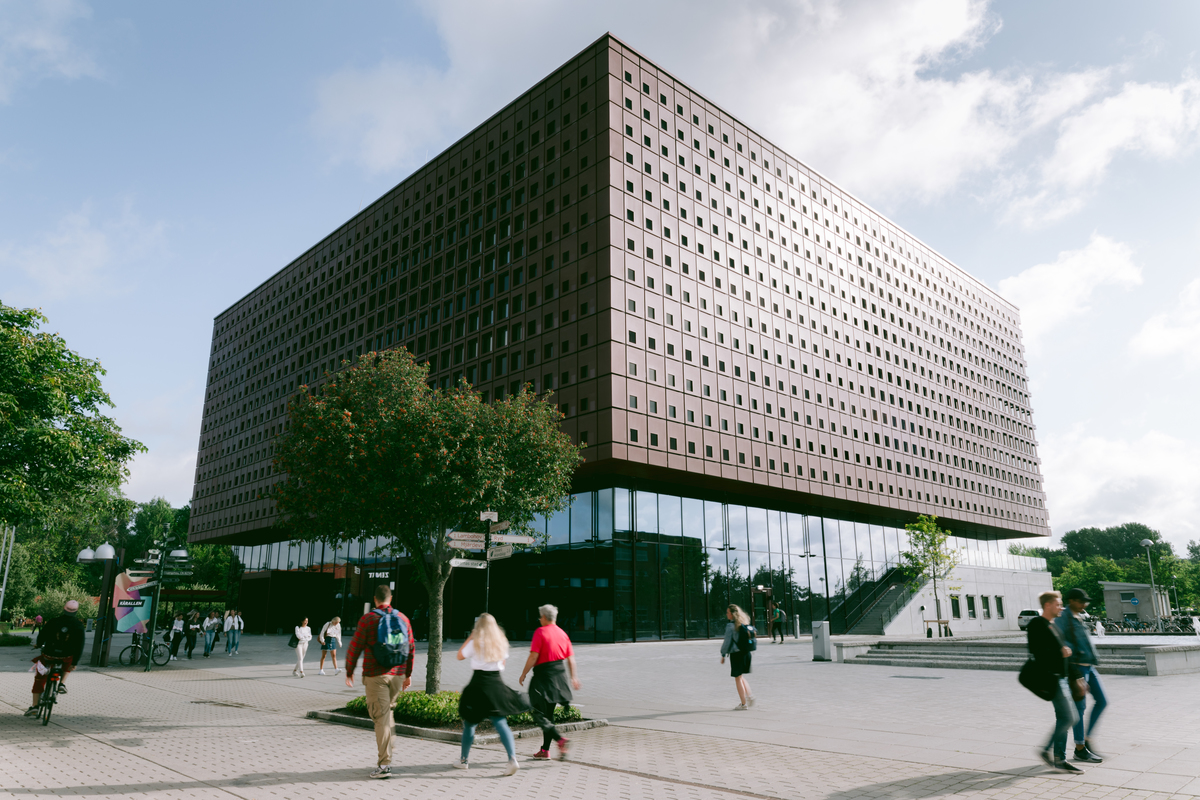
Studenthuset på Campus Valla öppnade i början av hösten 2019. Här ryms bibliotek, olika servicefunktioner för studenterna och en mängd studieplatser.

Lärarhögskolan på Östgötagatan är numera helt utrymd och verksamheten omorganiserad och flyttad till Campus Valla. Det gäller även gamla "Slöjdis" samt Slöjdlärarutbildningens lokaler i Mjärdevi.

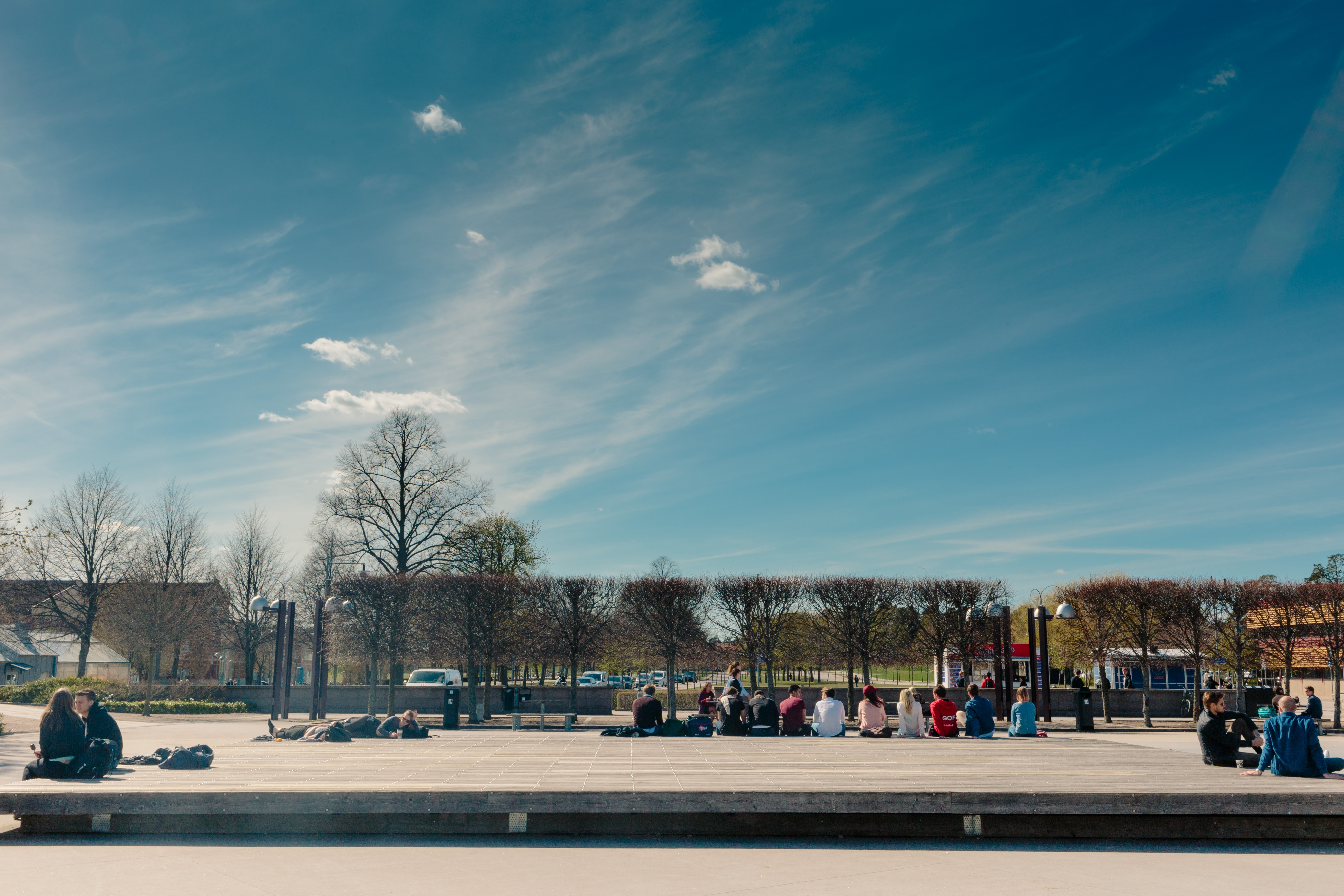
Vy över Blå havet på Campus Valla, Linköpings universitet.

### Campus US
Medicinska fakultetens utbildningar har samlats på Campus US där en ny portalbyggnad invigdes 2004. Det nya huset ersätter i viss mån de tidigare utspridda lokalerna för bibliotek, några större föreläsningssalar, studentcafé och viss administration. På Campus US finns även kårhuset Örat.

### Campus Norrköping

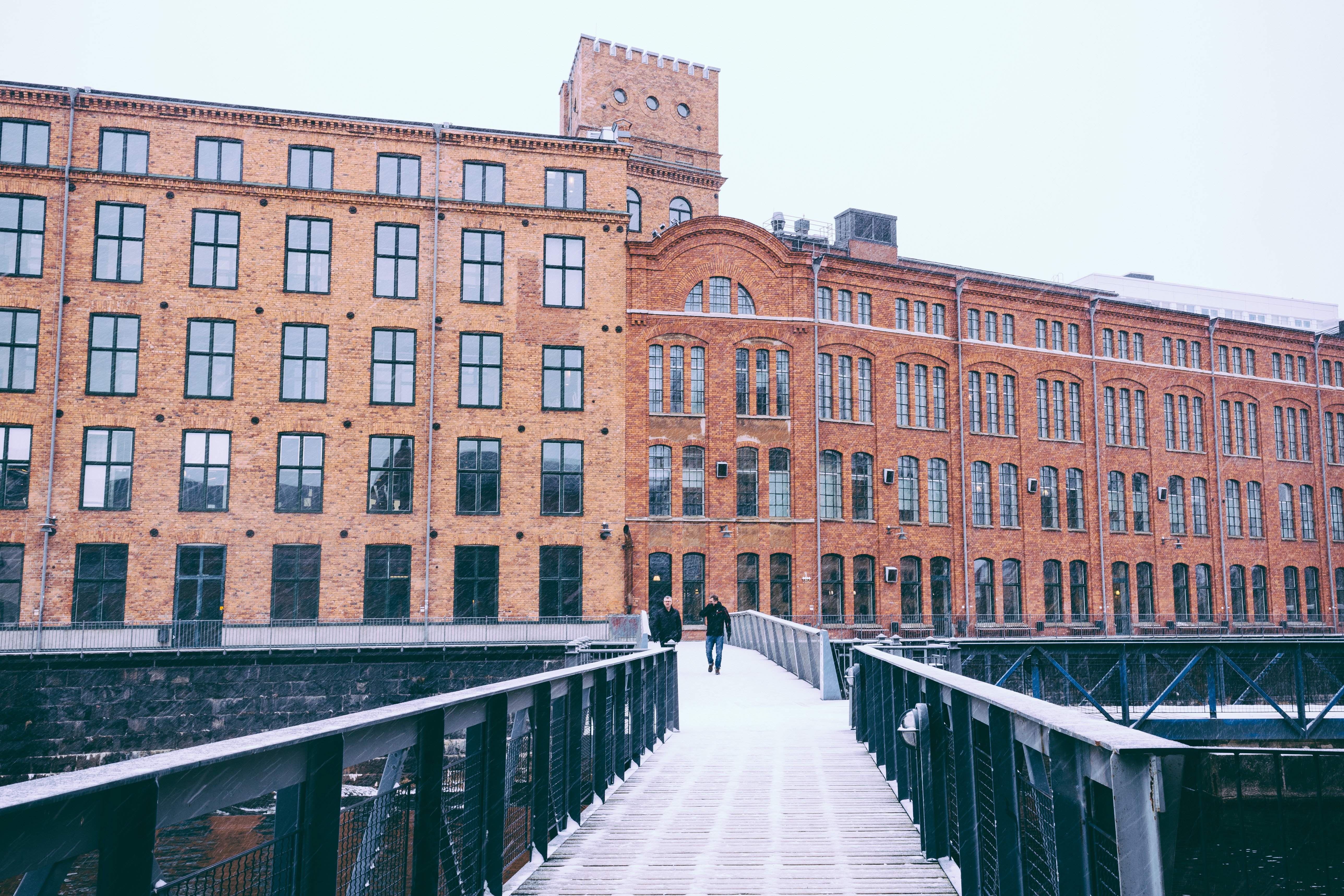
Vy över Kåkenhus, Campus Norrköping, Linköpings universitet.

Sedan mitten av 1990-talet finns också Campus Norrköping, som har cirka 5 000 studenter (2019). Höstterminen 2006 invigdes det nya kårhuset Trappan i Norrköping som är gemensamt för de tre kårerna. I Kopparhammaren ligger avdelningen för studier av kultur och samhälle Tema Q.

## Studentliv

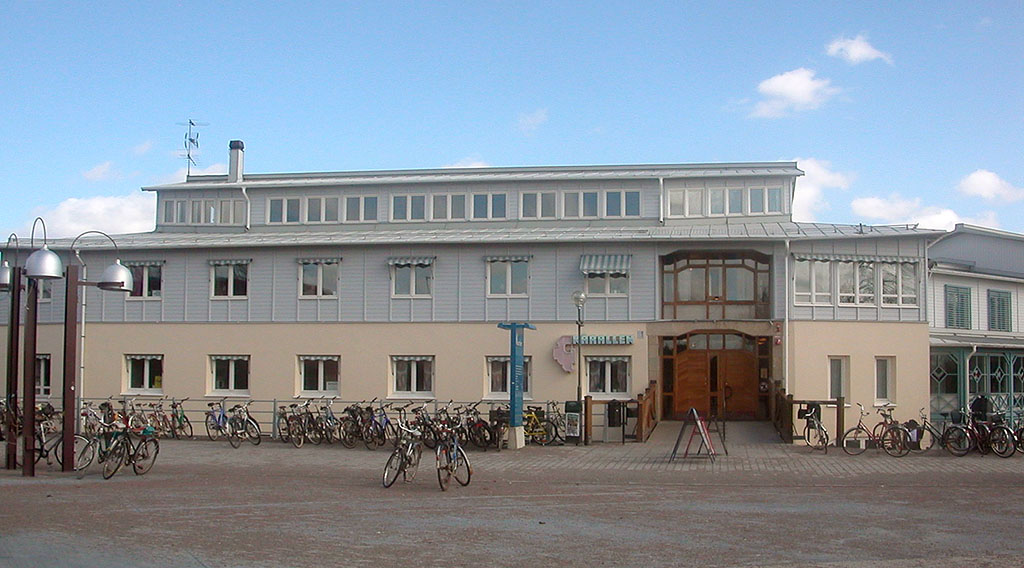
Kårhuset "Kårallen" på Campus Valla.

Studenterna vid Linköpings universitet tillhör Consensus, LinTek eller StuFF. De tre kårerna äger gemensamt Kårservice, som förvaltar kårhusen Kårallen (Campus Valla), Örat (Campus US), Ryds herrgård (Ryd), Kollektivet (centrala Linköping) och kårhuset Trappan (Campus Norrköping). Linköping anordnar vartannat Studentorkesterfestivalen.